# 阿爾派恩村 (加利福尼亞州)
阿爾派恩村（英語：Alpine Village）是位於美國加利福尼亞州阿爾派恩縣的一個人口普查指定地區。

## 地理
阿爾派恩村的座標為38°46′23″N 119°49′05″W / 38.77306°N 119.81806°W，而該地最高點為海拔高度1708米（即5604英尺）。

## 人口
根據2010年美國人口普查的數據，阿爾派恩村的面積為7.26平方千米，當中陸地面積為7.26平方千米，而水域面積為0.00平方千米。當地共有人口8592人，而人口密度為每平方千米1,183人。